# Баллибой
Баллибой (англ. Ballyboy; ирл. Baile Átha Buí) — деревня в Ирландии, находится в графстве Оффали (провинция Ленстер).
Несмотря на то, что сейчас это деревня в несколько домов, в средневековье это был процветающий центр.